# Gottfried M. Wolff
Pater Gottfried M. Wolff OSM (* 1958 in Bayreuth in Bayern) ist Generalprior des Servitenordens. Bis zum 21. September 2013 war er Provinzial der Tiroler Provinz des Servitenordens, zu der sechs Klöster in Österreich sowie das einzige deutsche Kloster des Ordens in Gelsenkirchen-Buer gehören.
P. Wolff legte am 4. Juni 1981 nach dem Noviziat in Kanada die Erste Profess ab. Nach dem Theologiestudium in Innsbruck wurde er am 25. Juni 1988 in Regensburg zum Priester geweiht. Anschließend war er als Kaplan in Viehhausen und danach in Gelsenkirchen-Buer. Seit 1991 war er Seelsorger in der Servitenpfarrei in Düsseldorf-Rath, und seit 1997 wieder in Gelsenkirchen-Buer. P. Gottfried M. Wolff wurde am 6. Februar 2006 als neuer Provinzial der Tiroler Provinz und der Deutschen Delegation des Servitenordens in sein Amt eingeführt. Nach seiner Wiederwahl durch seine Mitbrüder im November 2008 wurde P. Gottfried M. im Februar 2009 durch den Generalprior der Serviten, Ángel M. Ruiz Garnica für die Amtsperiode 2009 bis 2012 als Provinzial bestätigt. Seit dem 21. September 2013 ist er Generalprior der Serviten.
Der Sitz des Provinzials der Tiroler Servitenordensprovinz ist im Kloster in Innsbruck.